# Vuelta a Lérida
La Vuelta a Lérida (en catalán: Volta a Lleida) fue una carrera ciclista por etapas que se disputaba anualmente en la provincia de Lérida, en Cataluña (España).
Se disputaba desde 1942 ininterrumpidamente, a excepción de algunas ediciones durante la década de los 50 y los 60. La mayoría de sus ediciones se han disputado con carácter amateur excepto las últimas, a partir de la Circuitos Continentales UCI en 2005 que formó parte del UCI Europe Tour, dentro la categoría 2.2 (última categoría del profesionalismo). Su última edición se disputó en el 2008. En el año 2016 vuelve al calendario profesional formando parte del UCI Europe Tour, dentro la categoría 2.2 (última categoría del profesionalismo).

## Palmarés
| Año       | Ganador               | Segundo               | Tercero             |
| --------- | --------------------- | --------------------- | ------------------- |
| 1942      | Baltasar Tarrós       |                       |                     |
| 1943      | Baltasar Tarrós       |                       |                     |
| 1944      | Ramon Massano         |                       |                     |
| 1945      | Joan Calucho          |                       |                     |
| 1946      | Emilio Mediano        |                       |                     |
| 1947      | No hubo carrera       | No hubo carrera       | No hubo carrera     |
| 1948      | Joan Calucho          |                       |                     |
| 1949-1954 | No hubo carrera       | No hubo carrera       | No hubo carrera     |
| 1955      | J. Casals             |                       |                     |
| 1956      | Lluís Gras            |                       |                     |
| 1957      | Andreu Carulla        |                       |                     |
| 1958      | Domingo Ferrer        |                       |                     |
| 1959      | Angelino Soler        |                       |                     |
| 1960-1963 | No hubo carrera       | No hubo carrera       | No hubo carrera     |
| 1964      | Sebastià Segú         |                       |                     |
| 1965      | Lluís Mayoral         |                       |                     |
| 1966      | Eugenio Lisarde       |                       |                     |
| 1967      | Joaquín Pérez         |                       |                     |
| 1968      | R. Iglesias           |                       |                     |
| 1969      | Antonio Martos        |                       |                     |
| 1970      | José Pesarrodona      |                       |                     |
| 1971      | Javier Mínguez        |                       |                     |
| 1972      | Juan Pujol            |                       |                     |
| 1973      | Ramón Medina          |                       |                     |
| 1974      | Jesús Líndez          |                       | Jesús López Carril  |
| 1975      | Fernando Cabrero      |                       |                     |
| 1976      | José Luis Mayoz       |                       |                     |
| 1977      | Faustino Rupérez      |                       |                     |
| 1978      | Francesc Sala         |                       |                     |
| 1979      | Antonio Coll          |                       |                     |
| 1980      | Jaime Vilamajó        |                       |                     |
| 1981      | Alex Debremaecker     |                       |                     |
| 1982      | Miguel Ángel Iglesias |                       |                     |
| 1983      | José Luis Navarro     |                       |                     |
| 1984      | José Luis Alonso      |                       |                     |
| 1985      | Emilio García Pérez   |                       |                     |
| 1986      | Javier Ruiz Francés   |                       |                     |
| 1987      | José Pedrero          |                       |                     |
| 1988      | Dimitri Zhdanov       |                       |                     |
| 1989      | Vicente Aparicio      |                       |                     |
| 1990      | Fedor Gelin           |                       |                     |
| 1991      | Alberto Ortiga        |                       |                     |
| 1992      | Sergei Savinotschkin  |                       |                     |
| 1993      | Sergei Suleimanov     | Antonio Civantos      |                     |
| 1994      | Manuel Beltrán        |                       |                     |
| 1995      | Eligio Requejo        | Jacob Viladoms        | Javier Otxoa        |
| 1996      | Thierry Elissalde     |                       |                     |
| 1997      | Denis Menchov         | Marc Prat             | Stive Vermaut       |
| 1998      | José Urea             | Frederic Ivars        | Manu L'Hoir         |
| 1999      | Thorwald Veneberg     | Frederic Ivars        | Ricardo Otxoa       |
| 2000      | Miguel Alandete       | Roger Lucía           | Vladimir Karpets    |
| 2001      | Alexander Rotar       | Hector Toledo         | Volodymyr Savchenko |
| 2002      | Jesús Ramírez         | Santiago Segú         | Tomás Lloret        |
| 2003      | Javier Reyes          | Jukka Vastaranta      | Iban Latasa         |
| 2004      | Antonio Arenas        | Kanstantsin Siutsou   | Fernando Serrano    |
| 2005      | Branislau Samoilau    | Pavel Brutt           | Vicente Peiró       |
| 2006      | Mikhail Ignatiev      | Manuel Jesús Jiménez  | Pavel Brutt         |
| 2007      | Francis De Greef      | Klaas Sys             | Alessandro Bisolti  |
| 2008      | Lars Boom             | Carlos Andrés Ibáñez  | Wout Poels          |
| 2009-2013 | No hubo carrera       | No hubo carrera       | No hubo carrera     |
| 2014      | Adrià Moreno          | Juan de Dios González | José Guillen        |
| 2015      | Artem Samolenkov      | Dmitry Strakhov       | Jorge Arcas         |
| 2016      | Óscar Linares         | Elías Tello           | Jorge Bueno         |
| 2017      | Nicolas Sessler       | Iván Martínez Jiménez | Iñaki Gozalbez      |
| 2018      | Txomin Juaristi       | Reinier Honig         | Eusebio Pascual     |

## Palmarés por países
| País            | Victorias |
| --------------- | --------- |
| España          | 43        |
| Rusia           | 3         |
| Bélgica         | 2         |
| Ucrania         | 2         |
| Países Bajos    | 2         |
| Unión Soviética | 1         |
| Alemania        | 1         |
| Francia         | 1         |
| Bielorrusia     | 1         |
| Brasil          | 1         |